# 傑納西奧 (紐約州村)
傑納西奧（英語：Geneseo）是位於美國紐約州利文斯頓縣的村。

## 人口
根據2020年美國人口普查的數據，傑納西奧的面積為7.38平方千米，皆為陸地。當地共有人口7574人，而人口密度為每平方千米1,026人。